# 應收帳款週轉天數
應收帳款週轉天數，指公司从产品销售到获得客户付款所需要的时间（天数）。
對於企業內部的管理者而言，可以採用應收帳款流通在外的天期（Days of Sales Outstanding）計算。以資產負債表日的應收帳款餘額，逐月減去最近期的銷售額來持算收款天期，這個方法的理論基礎是期末的應收帳款主要係由近期的銷貨所產生，因此將應收帳款餘額逐月往前扣除月銷貨金額，即可的應該收款流通在外天數，也就是該收帳款收款天數。
應收帳款的週轉率或收款天期的分析，可作為應收帳款管理的指標，經由連續會計期間的比較分析，可得出一個管理積效的趨勢，任何重大的變化都可能是經營上的一警訊，可提醒管理者進一步深入分析，甚至採取改善措施。